# Zsitvay Ferenc
Zsitvay Ferenc (Sitvay néven is; Hatvan, 1736. július 14. – Dorog, 1803. augusztus 30.) Dorog postamestere.

## Élete
Az 1788-as népszámlálás adatai szerint birtokkal nem rendelkező dorogi nemes (nobilis). Részt vett több nemesi felkelésben. Komárom, Moson- és Pozsony vármegye táblabírája. 1768-tól 1790-es évek elejéig volt Dorog postamestere. Felesége: szlavniczai Sándor Terézia (17. sz. – Dorog, 1805. november 20.) volt, akivel 1767. január 31-én Pomázon keltek egybe. Feljegyzések szerint 11 gyereket nevelt Dorogon.